# ローレンスビル・スクール
ローレンスビル・スクール（Lawrenceville School）はアメリカ合衆国ニュージャージー州ローレンスビルにある共学の名門ボーディングスクール。

## 概要
設立当初はプリンストン大学への進学が主であったが、現在の卒業生はアイビーリーグを始めとする一流大学へ進学している。1987年まで男子校であった。
1810年、メイデンヘッド・アカデミー（Maidenhead Academy）として設立。その後、ローレンスビル・クラシカル（Lawrenceville Classical）、商業高校（Commercial High School）、ローレンスビル・アカデミー（the Lawrenceville Academy）、ローレンスビル・クラシカル・アカデミー（the Lawrenceville Classical Academy）と度々名称が変わった。1883年の学校再建の際に現在の名称に落ち着いた。
おおよそ高校とは思えないほどの広大な敷地を持ち、校内にはトラックを備えた体育館、複数の広大なグラウンド、数十のテニスコートや18ホールのゴルフコースなどを持ち、体育施設が非常に充実している。
ライバル校はヒル・スクール（The Hill School）であり、毎年11月の第1週または2週の週末に対抗戦の祝賀会が催される（両校が一年交代で行う）。ちなみにアメリカで五番目に古いライバル関係である。

## 著名な卒業生
- ジョージ・アカロフ（1940年 - ）（経済学者）　2001年ノーベル経済学賞受賞
- マルコム・フォーブス（1917年 - 1990年）（実業家）　（フォーブス誌の元発行人）
- ジェイムズ・メリル（詩人・作家）　ピューリッツァー賞受賞
- マイケル・アイズナー（ウォルト・ディズニー・カンパニーCEO、1960年卒）
- 近衛文隆（近衛文麿）の長男